# Vuelta a la Comunidad Valenciana 2023
La 74.ª edición de la competición ciclista Vuelta a la Comunidad Valenciana fue una carrera de ciclismo en ruta por etapas que se celebró entre el 1 y el 5 de febrero de 2023 en España, con inicio en el municipio de la Comunidad Valenciana de Orihuela y final en la ciudad de Valencia sobre un recorrido de 779 kilómetros.
La carrera formó parte del UCI ProSeries 2023, calendario ciclístico mundial de segunda división, dentro de la categoría UCI 2.Pro y fue ganada por el portugués Rui Costa del Intermarché-Circus-Wanty. Completaron el podio, como segundo y tercer clasificado respectivamente, el italiano Giulio Ciccone del Trek-Segafredo y el británico Tao Geoghegan Hart del INEOS Grenadiers.

## Equipos participantes
Tomaron parte en la carrera 19 equipos: 10 de categoría UCI WorldTeam invitados por la organización y 9 de categoría UCI ProTeam. Formaron así un pelotón de 131 ciclistas de los que acabaron 97. Los equipos participantes fueron:
| WorldTeams (10)- Astana Qazaqstan Team - Bahrain Victorious - Bora-Hansgrohe - Intermarché-Circus-Wanty - Jumbo-Visma - Movistar Team - Team Jayco AlUla - Trek-Segafredo - UAE Team Emirates - Ineos Grenadiers ProTeams (9)- Burgos-BH - Caja Rural-Seguros RGA - Euskaltel-Euskadi - Equipo Kern Pharma - Green Project-Bardiani CSF-Faizanè - Human Powered Health - Q36.5 Pro Cycling Team - Team Flanders-Baloise - Uno-X Pro Cycling Team |
| |

## Recorrido
La Vuelta a la Comunidad Valenciana dispuso de cinco etapas para un recorrido total de 787,5 kilómetros.
| Etapa     | Fecha    | Recorrido                                       | type                   | Distancia (km) | Desnivel (m) | Ganador            | Líder             |
| --------- | -------- | ----------------------------------------------- | ---------------------- | -------------- | ------------ | ------------------ | ----------------- |
| 1.ª etapa | 1 de feb | Orihuela – Altea                                | etapa de media montaña | 189,4          | 2076 m       | Biniam Girmay      | Biniam Girmay     |
| 2.ª etapa | 2 de feb | Novelda – Alto del Pino                         | etapa de montaña       | 178,2          | 3458 m       | Giulio Ciccone     | Giulio Ciccone    |
| 3.ª etapa | 3 de feb | Bétera – Sagunto                                | etapa de media montaña | 145,1          | 1737 m       | Simone Velasco     | Giulio Ciccone    |
| 4.ª etapa | 4 de feb | Burriana – Santuario de la Cueva Santa (Altura) | etapa de montaña       | 181,6          | 3649 m       | Tao Geoghegan Hart | Giulio Ciccone    |
| 5.ª etapa | 5 de feb | Paterna – Valencia                              | etapa de media montaña | 93,2           | 1169 m       | Rui Alberto Costa  | Rui Alberto Costa |

## Desarrollo de la carrera

### 1.ª etapa
| Orihuela - Altea | etapa de media montaña | (189,4 km) |

| \| Clasificación de la etapa \| Clasificación de la etapa \| Clasificación de la etapa \| Clasificación de la etapa \| Clasificación de la etapa \| \| Ciclista \| Ciclista \| Equipo \| Tiempo \| \| \| ------------------------- \| ------------------------- \| ------------------------- \| ------------------------- \| ------------------------- \| \| 1.º \| Biniam Girmay \| Intermarché-Circus-Wanty \| 4 h 38 min 11 s \| \| \| 2.º \| Olav Kooij \| Jumbo-Visma \| + 0 s \| \| \| 3.º \| Iván García Cortina \| Movistar Team \| + 0 s \| \| \| 4.º \| José Joaquín Rojas \| Movistar Team \| + 0 s \| \| \| 5.º \| Alex Aranburu \| Movistar Team \| + 0 s \| \| \| 6.º \| Antonio Jesús Soto \| Euskaltel-Euskadi \| + 0 s \| \| \| 7.º \| Samuele Battistella \| Astana Qazaqstan Team \| + 0 s \| \| \| 8.º \| Fernando Barceló \| Caja Rural-Seguros RGA \| + 0 s \| \| \| 9.º \| Louis Bendixen \| Uno-X Pro Cycling Team \| + 0 s \| \| \| 10.º \| Giulio Ciccone \| Trek-Segafredo \| + 0 s \| \| |                     |                          |                 |
| |                     |                          |                 |
| Fuente: ProCyclingStats |                     |                          |                 |
| Clasificación de la etapa |                     |                          |                 |
| Ciclista | Ciclista            | Equipo                   | Tiempo          |
| 1.º | Biniam Girmay       | Intermarché-Circus-Wanty | 4 h 38 min 11 s |
| 2.º | Olav Kooij          | Jumbo-Visma              | + 0 s           |
| 3.º | Iván García Cortina | Movistar Team            | + 0 s           |
| 4.º | José Joaquín Rojas  | Movistar Team            | + 0 s           |
| 5.º | Alex Aranburu       | Movistar Team            | + 0 s           |
| 6.º | Antonio Jesús Soto  | Euskaltel-Euskadi        | + 0 s           |
| 7.º | Samuele Battistella | Astana Qazaqstan Team    | + 0 s           |
| 8.º | Fernando Barceló    | Caja Rural-Seguros RGA   | + 0 s           |
| 9.º | Louis Bendixen      | Uno-X Pro Cycling Team   | + 0 s           |
| 10.º | Giulio Ciccone      | Trek-Segafredo           | + 0 s           |

| \| Clasificación general \| Clasificación general \| Clasificación general \| Clasificación general \| Clasificación general \| \| Ciclista \| Ciclista \| Equipo \| Tiempo \| \| \| --------------------- \| --------------------- \| ------------------------ \| --------------------- \| --------------------- \| \| 1.º \| Biniam Girmay \| Intermarché-Circus-Wanty \| 4 h 38 min 01 s \| \| \| 2.º \| Olav Kooij \| Jumbo-Visma \| + 4 s \| \| \| 3.º \| Iván García Cortina \| Movistar Team \| + 6 s \| \| \| 4.º \| José Joaquín Rojas \| Movistar Team \| + 10 s \| \| \| 5.º \| Alex Aranburu \| Movistar Team \| + 10 s \| \| \| 6.º \| Antonio Jesús Soto \| Euskaltel-Euskadi \| + 10 s \| \| \| 7.º \| Samuele Battistella \| Astana Qazaqstan Team \| + 10 s \| \| \| 8.º \| Fernando Barceló \| Caja Rural-Seguros RGA \| + 10 s \| \| \| 9.º \| Louis Bendixen \| Uno-X Pro Cycling Team \| + 10 s \| \| \| 10.º \| Giulio Ciccone \| Trek-Segafredo \| + 10 s \| \| |                     |                          |                 |
| |                     |                          |                 |
| Fuente: ProCyclingStats |                     |                          |                 |
| Clasificación general |                     |                          |                 |
| Ciclista | Ciclista            | Equipo                   | Tiempo          |
| 1.º | Biniam Girmay       | Intermarché-Circus-Wanty | 4 h 38 min 01 s |
| 2.º | Olav Kooij          | Jumbo-Visma              | + 4 s           |
| 3.º | Iván García Cortina | Movistar Team            | + 6 s           |
| 4.º | José Joaquín Rojas  | Movistar Team            | + 10 s          |
| 5.º | Alex Aranburu       | Movistar Team            | + 10 s          |
| 6.º | Antonio Jesús Soto  | Euskaltel-Euskadi        | + 10 s          |
| 7.º | Samuele Battistella | Astana Qazaqstan Team    | + 10 s          |
| 8.º | Fernando Barceló    | Caja Rural-Seguros RGA   | + 10 s          |
| 9.º | Louis Bendixen      | Uno-X Pro Cycling Team   | + 10 s          |
| 10.º | Giulio Ciccone      | Trek-Segafredo           | + 10 s          |

### 2.ª etapa
| Novelda - Alto del Pino | etapa de montaña | (178,2 km) |

| \| Clasificación de la etapa \| Clasificación de la etapa \| Clasificación de la etapa \| Clasificación de la etapa \| Clasificación de la etapa \| \| Ciclista \| Ciclista \| Equipo \| Tiempo \| \| \| ------------------------- \| ------------------------- \| ------------------------- \| ------------------------- \| ------------------------- \| \| 1.º \| Giulio Ciccone \| Trek-Segafredo \| 4 h 38 min 59 s \| \| \| 2.º \| Pello Bilbao \| Bahrain Victorious \| + 0 s \| \| \| 3.º \| Aleksandr Vlásov \| Bora-Hansgrohe \| + 0 s \| \| \| 4.º \| Mikel Landa \| Bahrain Victorious \| + 0 s \| \| \| 5.º \| Rui Alberto Costa \| Intermarché-Circus-Wanty \| + 0 s \| \| \| 6.º \| Anthon Charmig \| Uno-X Pro Cycling Team \| + 0 s \| \| \| 7.º \| Alex Aranburu \| Movistar Team \| + 0 s \| \| \| 8.º \| Thomas Gloag \| Jumbo-Visma \| + 0 s \| \| \| 9.º \| Tao Geoghegan Hart \| Ineos Grenadiers \| + 0 s \| \| \| 10.º \| Carlos Rodríguez \| Ineos Grenadiers \| + 6 s \| \| |                    |                          |                 |
| |                    |                          |                 |
| Fuente: ProCyclingStats |                    |                          |                 |
| Clasificación de la etapa |                    |                          |                 |
| Ciclista | Ciclista           | Equipo                   | Tiempo          |
| 1.º | Giulio Ciccone     | Trek-Segafredo           | 4 h 38 min 59 s |
| 2.º | Pello Bilbao       | Bahrain Victorious       | + 0 s           |
| 3.º | Aleksandr Vlásov   | Bora-Hansgrohe           | + 0 s           |
| 4.º | Mikel Landa        | Bahrain Victorious       | + 0 s           |
| 5.º | Rui Alberto Costa  | Intermarché-Circus-Wanty | + 0 s           |
| 6.º | Anthon Charmig     | Uno-X Pro Cycling Team   | + 0 s           |
| 7.º | Alex Aranburu      | Movistar Team            | + 0 s           |
| 8.º | Thomas Gloag       | Jumbo-Visma              | + 0 s           |
| 9.º | Tao Geoghegan Hart | Ineos Grenadiers         | + 0 s           |
| 10.º | Carlos Rodríguez   | Ineos Grenadiers         | + 6 s           |

| \| Clasificación general \| Clasificación general \| Clasificación general \| Clasificación general \| Clasificación general \| \| Ciclista \| Ciclista \| Equipo \| Tiempo \| \| \| --------------------- \| --------------------- \| ------------------------ \| --------------------- \| --------------------- \| \| 1.º \| Giulio Ciccone \| Trek-Segafredo \| 9 h 17 min 00 s \| \| \| 2.º \| Pello Bilbao \| Bahrain Victorious \| + 3 s \| \| \| 3.º \| Aleksandr Vlásov \| Bora-Hansgrohe \| + 6 s \| \| \| 4.º \| Alex Aranburu \| Movistar Team \| + 10 s \| \| \| 5.º \| Anthon Charmig \| Uno-X Pro Cycling Team \| + 10 s \| \| \| 6.º \| Thomas Gloag \| Jumbo-Visma \| + 10 s \| \| \| 7.º \| Rui Alberto Costa \| Intermarché-Circus-Wanty \| + 10 s \| \| \| 8.º \| Tao Geoghegan Hart \| Ineos Grenadiers \| + 10 s \| \| \| 9.º \| Mikel Landa \| Bahrain Victorious \| + 10 s \| \| \| 10.º \| Carlos Rodríguez \| Ineos Grenadiers \| + 16 s \| \| |                    |                          |                 |
| |                    |                          |                 |
| Fuente: ProCyclingStats |                    |                          |                 |
| Clasificación general |                    |                          |                 |
| Ciclista | Ciclista           | Equipo                   | Tiempo          |
| 1.º | Giulio Ciccone     | Trek-Segafredo           | 9 h 17 min 00 s |
| 2.º | Pello Bilbao       | Bahrain Victorious       | + 3 s           |
| 3.º | Aleksandr Vlásov   | Bora-Hansgrohe           | + 6 s           |
| 4.º | Alex Aranburu      | Movistar Team            | + 10 s          |
| 5.º | Anthon Charmig     | Uno-X Pro Cycling Team   | + 10 s          |
| 6.º | Thomas Gloag       | Jumbo-Visma              | + 10 s          |
| 7.º | Rui Alberto Costa  | Intermarché-Circus-Wanty | + 10 s          |
| 8.º | Tao Geoghegan Hart | Ineos Grenadiers         | + 10 s          |
| 9.º | Mikel Landa        | Bahrain Victorious       | + 10 s          |
| 10.º | Carlos Rodríguez   | Ineos Grenadiers         | + 16 s          |

### 3.ª etapa
| Bétera - Sagunto | etapa de media montaña | (145,1 km) |

| \| Clasificación de la etapa \| Clasificación de la etapa \| Clasificación de la etapa \| Clasificación de la etapa \| Clasificación de la etapa \| \| Ciclista \| Ciclista \| Equipo \| Tiempo \| \| \| ------------------------- \| ------------------------- \| ------------------------- \| ------------------------- \| ------------------------- \| \| 1.º \| Simone Velasco \| Astana Qazaqstan Team \| 3 h 13 min 47 s \| \| \| 2.º \| Bob Jungels \| Bora-Hansgrohe \| + 0 s \| \| \| 3.º \| Jonas Gregaard \| Uno-X Pro Cycling Team \| + 0 s \| \| \| 4.º \| Alex Aranburu \| Movistar Team \| + 3 s \| \| \| 5.º \| José Joaquín Rojas \| Movistar Team \| + 3 s \| \| \| 6.º \| Fred Wright \| Bahrain Victorious \| + 3 s \| \| \| 7.º \| Koen Bouwman \| Jumbo-Visma \| + 3 s \| \| \| 8.º \| Rui Alberto Costa \| Intermarché-Circus-Wanty \| + 3 s \| \| \| 9.º \| Pello Bilbao \| Bahrain Victorious \| + 3 s \| \| \| 10.º \| Brandon McNulty \| UAE Team Emirates \| + 3 s \| \| |                    |                          |                 |
| |                    |                          |                 |
| Fuente: ProCyclingStats |                    |                          |                 |
| Clasificación de la etapa |                    |                          |                 |
| Ciclista | Ciclista           | Equipo                   | Tiempo          |
| 1.º | Simone Velasco     | Astana Qazaqstan Team    | 3 h 13 min 47 s |
| 2.º | Bob Jungels        | Bora-Hansgrohe           | + 0 s           |
| 3.º | Jonas Gregaard     | Uno-X Pro Cycling Team   | + 0 s           |
| 4.º | Alex Aranburu      | Movistar Team            | + 3 s           |
| 5.º | José Joaquín Rojas | Movistar Team            | + 3 s           |
| 6.º | Fred Wright        | Bahrain Victorious       | + 3 s           |
| 7.º | Koen Bouwman       | Jumbo-Visma              | + 3 s           |
| 8.º | Rui Alberto Costa  | Intermarché-Circus-Wanty | + 3 s           |
| 9.º | Pello Bilbao       | Bahrain Victorious       | + 3 s           |
| 10.º | Brandon McNulty    | UAE Team Emirates        | + 3 s           |

| \| Clasificación general \| Clasificación general \| Clasificación general \| Clasificación general \| Clasificación general \| \| Ciclista \| Ciclista \| Equipo \| Tiempo \| \| \| --------------------- \| --------------------- \| ------------------------ \| --------------------- \| --------------------- \| \| 1.º \| Giulio Ciccone \| Trek-Segafredo \| 12 h 30 min 50 s \| \| \| 2.º \| Pello Bilbao \| Bahrain Victorious \| + 3 s \| \| \| 3.º \| Aleksandr Vlásov \| Bora-Hansgrohe \| + 6 s \| \| \| 4.º \| Alex Aranburu \| Movistar Team \| + 10 s \| \| \| 5.º \| Anthon Charmig \| Uno-X Pro Cycling Team \| + 10 s \| \| \| 6.º \| Thomas Gloag \| Jumbo-Visma \| + 10 s \| \| \| 7.º \| Rui Alberto Costa \| Intermarché-Circus-Wanty \| + 10 s \| \| \| 8.º \| Tao Geoghegan Hart \| Ineos Grenadiers \| + 10 s \| \| \| 9.º \| Mikel Landa \| Bahrain Victorious \| + 10 s \| \| \| 10.º \| Carlos Rodríguez \| Ineos Grenadiers \| + 16 s \| \| |                    |                          |                  |
| |                    |                          |                  |
| Fuente: ProCyclingStats |                    |                          |                  |
| Clasificación general |                    |                          |                  |
| Ciclista | Ciclista           | Equipo                   | Tiempo           |
| 1.º | Giulio Ciccone     | Trek-Segafredo           | 12 h 30 min 50 s |
| 2.º | Pello Bilbao       | Bahrain Victorious       | + 3 s            |
| 3.º | Aleksandr Vlásov   | Bora-Hansgrohe           | + 6 s            |
| 4.º | Alex Aranburu      | Movistar Team            | + 10 s           |
| 5.º | Anthon Charmig     | Uno-X Pro Cycling Team   | + 10 s           |
| 6.º | Thomas Gloag       | Jumbo-Visma              | + 10 s           |
| 7.º | Rui Alberto Costa  | Intermarché-Circus-Wanty | + 10 s           |
| 8.º | Tao Geoghegan Hart | Ineos Grenadiers         | + 10 s           |
| 9.º | Mikel Landa        | Bahrain Victorious       | + 10 s           |
| 10.º | Carlos Rodríguez   | Ineos Grenadiers         | + 16 s           |

### 4.ª etapa
| Burriana - Santuario de la Cueva Santa (Altura) | etapa de montaña | (181,6 km) |

| \| Clasificación de la etapa \| Clasificación de la etapa \| Clasificación de la etapa \| Clasificación de la etapa \| Clasificación de la etapa \| \| Ciclista \| Ciclista \| Equipo \| Tiempo \| \| \| ------------------------- \| ------------------------- \| ------------------------- \| ------------------------- \| ------------------------- \| \| 1.º \| Tao Geoghegan Hart \| Ineos Grenadiers \| 4 h 32 min 00 s \| \| \| 2.º \| Thomas Gloag \| Jumbo-Visma \| + 0 s \| \| \| 3.º \| Giulio Ciccone \| Trek-Segafredo \| + 0 s \| \| \| 4.º \| Aleksandr Vlásov \| Bora-Hansgrohe \| + 0 s \| \| \| 5.º \| Mikel Landa \| Bahrain Victorious \| + 0 s \| \| \| 6.º \| Pello Bilbao \| Bahrain Victorious \| + 0 s \| \| \| 7.º \| Rui Alberto Costa \| Intermarché-Circus-Wanty \| + 0 s \| \| \| 8.º \| Carlos Rodríguez \| Ineos Grenadiers \| + 0 s \| \| \| 9.º \| Diego Ulissi \| UAE Team Emirates \| + 0 s \| \| \| 10.º \| Brandon McNulty \| UAE Team Emirates \| + 6 s \| \| |                    |                          |                 |
| |                    |                          |                 |
| Fuente: ProCyclingStats |                    |                          |                 |
| Clasificación de la etapa |                    |                          |                 |
| Ciclista | Ciclista           | Equipo                   | Tiempo          |
| 1.º | Tao Geoghegan Hart | Ineos Grenadiers         | 4 h 32 min 00 s |
| 2.º | Thomas Gloag       | Jumbo-Visma              | + 0 s           |
| 3.º | Giulio Ciccone     | Trek-Segafredo           | + 0 s           |
| 4.º | Aleksandr Vlásov   | Bora-Hansgrohe           | + 0 s           |
| 5.º | Mikel Landa        | Bahrain Victorious       | + 0 s           |
| 6.º | Pello Bilbao       | Bahrain Victorious       | + 0 s           |
| 7.º | Rui Alberto Costa  | Intermarché-Circus-Wanty | + 0 s           |
| 8.º | Carlos Rodríguez   | Ineos Grenadiers         | + 0 s           |
| 9.º | Diego Ulissi       | UAE Team Emirates        | + 0 s           |
| 10.º | Brandon McNulty    | UAE Team Emirates        | + 6 s           |

| \| Clasificación general \| Clasificación general \| Clasificación general \| Clasificación general \| Clasificación general \| \| Ciclista \| Ciclista \| Equipo \| Tiempo \| \| \| --------------------- \| --------------------- \| ------------------------ \| --------------------- \| --------------------- \| \| 1.º \| Giulio Ciccone \| Trek-Segafredo \| 17 h 02 min 46 s \| \| \| 2.º \| Tao Geoghegan Hart \| Ineos Grenadiers \| + 4 s \| \| \| 3.º \| Pello Bilbao \| Bahrain Victorious \| + 7 s \| \| \| 4.º \| Aleksandr Vlásov \| Bora-Hansgrohe \| + 8 s \| \| \| 5.º \| Thomas Gloag \| Jumbo-Visma \| + 8 s \| \| \| 6.º \| Rui Alberto Costa \| Intermarché-Circus-Wanty \| + 14 s \| \| \| 7.º \| Mikel Landa \| Bahrain Victorious \| + 14 s \| \| \| 8.º \| Alex Aranburu \| Movistar Team \| + 20 s \| \| \| 9.º \| Anthon Charmig \| Uno-X Pro Cycling Team \| + 20 s \| \| \| 10.º \| Carlos Rodríguez \| Ineos Grenadiers \| + 20 s \| \| |                    |                          |                  |
| |                    |                          |                  |
| Fuente: ProCyclingStats |                    |                          |                  |
| Clasificación general |                    |                          |                  |
| Ciclista | Ciclista           | Equipo                   | Tiempo           |
| 1.º | Giulio Ciccone     | Trek-Segafredo           | 17 h 02 min 46 s |
| 2.º | Tao Geoghegan Hart | Ineos Grenadiers         | + 4 s            |
| 3.º | Pello Bilbao       | Bahrain Victorious       | + 7 s            |
| 4.º | Aleksandr Vlásov   | Bora-Hansgrohe           | + 8 s            |
| 5.º | Thomas Gloag       | Jumbo-Visma              | + 8 s            |
| 6.º | Rui Alberto Costa  | Intermarché-Circus-Wanty | + 14 s           |
| 7.º | Mikel Landa        | Bahrain Victorious       | + 14 s           |
| 8.º | Alex Aranburu      | Movistar Team            | + 20 s           |
| 9.º | Anthon Charmig     | Uno-X Pro Cycling Team   | + 20 s           |
| 10.º | Carlos Rodríguez   | Ineos Grenadiers         | + 20 s           |

### 5.ª etapa
| Paterna - Valencia | etapa de media montaña | (93,2 km) |

| \| Clasificación de la etapa \| Clasificación de la etapa \| Clasificación de la etapa \| Clasificación de la etapa \| Clasificación de la etapa \| \| Ciclista \| Ciclista \| Equipo \| Tiempo \| \| \| ------------------------- \| ------------------------- \| ------------------------- \| ------------------------- \| ------------------------- \| \| 1.º \| Rui Alberto Costa \| Intermarché-Circus-Wanty \| 2 h 07 min 16 s \| \| \| 2.º \| Thymen Arensman \| Ineos Grenadiers \| + 0 s \| \| \| 3.º \| Samuele Battistella \| Astana Qazaqstan Team \| + 7 s \| \| \| 4.º \| Marc Soler \| UAE Team Emirates \| + 7 s \| \| \| 5.º \| Giulio Ciccone \| Trek-Segafredo \| + 21 s \| \| \| 6.º \| Pello Bilbao \| Bahrain Victorious \| + 21 s \| \| \| 7.º \| Brandon McNulty \| UAE Team Emirates \| + 21 s \| \| \| 8.º \| Fred Wright \| Bahrain Victorious \| + 30 s \| \| \| 9.º \| Matej Mohorič \| Bahrain Victorious \| + 30 s \| \| \| 10.º \| Omar Fraile \| Ineos Grenadiers \| + 30 s \| \| |                     |                          |                 |
| |                     |                          |                 |
| Fuente: ProCyclingStats |                     |                          |                 |
| Clasificación de la etapa |                     |                          |                 |
| Ciclista | Ciclista            | Equipo                   | Tiempo          |
| 1.º | Rui Alberto Costa   | Intermarché-Circus-Wanty | 2 h 07 min 16 s |
| 2.º | Thymen Arensman     | Ineos Grenadiers         | + 0 s           |
| 3.º | Samuele Battistella | Astana Qazaqstan Team    | + 7 s           |
| 4.º | Marc Soler          | UAE Team Emirates        | + 7 s           |
| 5.º | Giulio Ciccone      | Trek-Segafredo           | + 21 s          |
| 6.º | Pello Bilbao        | Bahrain Victorious       | + 21 s          |
| 7.º | Brandon McNulty     | UAE Team Emirates        | + 21 s          |
| 8.º | Fred Wright         | Bahrain Victorious       | + 30 s          |
| 9.º | Matej Mohorič       | Bahrain Victorious       | + 30 s          |
| 10.º | Omar Fraile         | Ineos Grenadiers         | + 30 s          |

## Clasificaciones finales
- Las clasificaciones finalizaron de la siguiente forma:[4]

### Clasificación general
| \| Clasificación general \| Clasificación general \| Clasificación general \| Clasificación general \| Clasificación general \| \| Ciclista \| Ciclista \| Equipo \| Tiempo \| \| \| --------------------- \| --------------------- \| ------------------------ \| --------------------- \| --------------------- \| \| 1.º \| Rui Alberto Costa \| Intermarché-Circus-Wanty \| 19 h 10 min 06 s \| \| \| 2.º \| Giulio Ciccone \| Trek-Segafredo \| + 16 s \| \| \| 3.º \| Tao Geoghegan Hart \| Ineos Grenadiers \| + 19 s \| \| \| 4.º \| Pello Bilbao \| Bahrain Victorious \| + 21 s \| \| \| 5.º \| Aleksandr Vlásov \| Bora-Hansgrohe \| + 25 s \| \| \| 6.º \| Thomas Gloag \| Jumbo-Visma \| + 34 s \| \| \| 7.º \| Mikel Landa \| Bahrain Victorious \| + 40 s \| \| \| 8.º \| Brandon McNulty \| UAE Team Emirates \| + 45 s \| \| \| 9.º \| Alex Aranburu \| Movistar Team \| + 46 s \| \| \| 10.º \| Carlos Rodríguez \| Ineos Grenadiers \| + 46 s \| \| |                    |                          |                  |
| |                    |                          |                  |
| Fuente: ProCyclingStats |                    |                          |                  |
| Clasificación general |                    |                          |                  |
| Ciclista | Ciclista           | Equipo                   | Tiempo           |
| 1.º | Rui Alberto Costa  | Intermarché-Circus-Wanty | 19 h 10 min 06 s |
| 2.º | Giulio Ciccone     | Trek-Segafredo           | + 16 s           |
| 3.º | Tao Geoghegan Hart | Ineos Grenadiers         | + 19 s           |
| 4.º | Pello Bilbao       | Bahrain Victorious       | + 21 s           |
| 5.º | Aleksandr Vlásov   | Bora-Hansgrohe           | + 25 s           |
| 6.º | Thomas Gloag       | Jumbo-Visma              | + 34 s           |
| 7.º | Mikel Landa        | Bahrain Victorious       | + 40 s           |
| 8.º | Brandon McNulty    | UAE Team Emirates        | + 45 s           |
| 9.º | Alex Aranburu      | Movistar Team            | + 46 s           |
| 10.º | Carlos Rodríguez   | Ineos Grenadiers         | + 46 s           |

### Clasificación de los puntos
| Clasificación por puntos | Clasificación por puntos | Clasificación por puntos | Clasificación por puntos | Clasificación por puntos |
| Ciclista                 | Ciclista                 | Equipo                   | Puntos                   |                          |
| ------------------------ | ------------------------ | ------------------------ | ------------------------ | ------------------------ |
| 1.º                      | Giulio Ciccone           | Trek-Segafredo           | 60 pts                   |                          |
| 2.º                      | Rui Alberto Costa        | Intermarché-Circus-Wanty | 54 pts                   |                          |
| 3.º                      | Pello Bilbao             | Bahrain Victorious       | 52 pts                   |                          |
| 4.º                      | Alex Aranburu            | Movistar Team            | 42 pts                   |                          |
| 5.º                      | Aleksandr Vlásov         | Bora-Hansgrohe           | 34 pts                   |                          |
| 6.º                      | Thomas Gloag             | Jumbo-Visma              | 29 pts                   |                          |
| 7.º                      | Tao Geoghegan Hart       | Ineos Grenadiers         | 27 pts                   |                          |
| 8.º                      | Mikel Landa              | Bahrain Victorious       | 26 pts                   |                          |
| 9.º                      | Brandon McNulty          | UAE Team Emirates        | 26 pts                   |                          |
| 10.º                     | José Joaquín Rojas       | Movistar Team            | 26 pts                   |                          |

### Clasificación de la montaña
| Clasificación de la montaña | Clasificación de la montaña | Clasificación de la montaña        | Clasificación de la montaña | Clasificación de la montaña |
| Ciclista                    | Ciclista                    | Equipo                             | Puntos                      |                             |
| --------------------------- | --------------------------- | ---------------------------------- | --------------------------- | --------------------------- |
| 1.º                         | Samuele Zoccarato           | Green Project-Bardiani CSF-Faizanè | 40 pts                      |                             |
| 2.º                         | Javier Romo                 | Astana Qazaqstan Team              | 17 pts                      |                             |
| 3.º                         | Giulio Ciccone              | Trek-Segafredo                     | 16 pts                      |                             |
| 4.º                         | Mulu Hailemichael           | Caja Rural-Seguros RGA             | 16 pts                      |                             |
| 5.º                         | Alessandro De Marchi        | Team Jayco AlUla                   | 15 pts                      |                             |
| 6.º                         | Aleksandr Vlásov            | Bora-Hansgrohe                     | 14 pts                      |                             |
| 7.º                         | Tao Geoghegan Hart          | Ineos Grenadiers                   | 12 pts                      |                             |
| 8.º                         | Lawson Craddock             | Team Jayco AlUla                   | 11 pts                      |                             |
| 9.º                         | Joan Bou                    | Euskaltel-Euskadi                  | 10 pts                      |                             |
| 10.º                        | Simone Velasco              | Astana Qazaqstan Team              | 10 pts                      |                             |

### Clasificación de los jóvenes
| Clasificación del mejor joven | Clasificación del mejor joven | Clasificación del mejor joven      | Clasificación del mejor joven | Clasificación del mejor joven |
| Ciclista                      | Ciclista                      | Equipo                             | Tiempo                        |                               |
| ----------------------------- | ----------------------------- | ---------------------------------- | ----------------------------- | ----------------------------- |
| 1.º                           | Thomas Gloag                  | Jumbo-Visma                        | 19 h 10 min 40 s              |                               |
| 2.º                           | Brandon McNulty               | UAE Team Emirates                  | + 11 s                        |                               |
| 3.º                           | Carlos Rodríguez              | Ineos Grenadiers                   | + 12 s                        |                               |
| 4.º                           | Anthon Charmig                | Uno-X Pro Cycling Team             | + 1 min 54 s                  |                               |
| 5.º                           | Thymen Arensman               | Ineos Grenadiers                   | + 6 min 25 s                  |                               |
| 6.º                           | Filippo Conca                 | Q36.5 Pro Cycling Team             | + 7 min 44 s                  |                               |
| 7.º                           | Samuele Battistella           | Astana Qazaqstan Team              | + 14 min 20 s                 |                               |
| 8.º                           | Alex Tolio                    | Green Project-Bardiani CSF-Faizanè | + 15 min 45 s                 |                               |
| 9.º                           | Pelayo Sánchez                | Burgos-BH                          | + 22 min 18 s                 |                               |
| 10.º                          | Jon Barrenetxea               | Caja Rural-Seguros RGA             | + 27 min 11 s                 |                               |

### Clasificación por equipos
| Clasificación por equipos | Clasificación por equipos | Clasificación por equipos | Clasificación por equipos |
| Equipo                    | Equipo                    | Tiempo                    |                           |
| ------------------------- | ------------------------- | ------------------------- | ------------------------- |
| 1.º                       | UAE Team Emirates         | 57 h 32 min 55 s          |                           |
| 2.º                       | Ineos Grenadiers          | + 17 s                    |                           |
| 3.º                       | Bahrain Victorious        | + 1 min 47 s              |                           |
| 4.º                       | Bora-Hansgrohe            | + 5 min 01 s              |                           |
| 5.º                       | Trek-Segafredo            | + 5 min 38 s              |                           |
| 6.º                       | Jumbo-Visma               | + 7 min 50 s              |                           |
| 7.º                       | Euskaltel-Euskadi         | + 9 min 40 s              |                           |
| 8.º                       | Movistar Team             | + 9 min 43 s              |                           |
| 9.º                       | Astana Qazaqstan Team     | + 11 min 01 s             |                           |
| 10.º                      | Intermarché-Circus-Wanty  | + 11 min 03 s             |                           |

## Evolución de las clasificaciones
| Etapa                   |                         | Ganador _          | Clasificación general | Puntos         | Montaña           | Jóvenes        | Equipo            |
| ----------------------- | ----------------------- | ------------------ | --------------------- | -------------- | ----------------- | -------------- | ----------------- |
| 1.ª etapa               | etapa de media montaña  | Biniam Girmay      | Biniam Girmay         | Biniam Girmay  | Marc Soler        | Biniam Girmay  | Movistar Team     |
| 2.ª etapa               | etapa de montaña        | Giulio Ciccone     | Giulio Ciccone        | Giulio Ciccone | Samuele Zoccarato | Anthon Charmig | UAE Team Emirates |
| 3.ª etapa               | etapa de media montaña  | Simone Velasco     | Giulio Ciccone        | Alex Aranburu  | Samuele Zoccarato | Anthon Charmig | UAE Team Emirates |
| 4.ª etapa               | etapa de montaña        | Tao Geoghegan Hart | Giulio Ciccone        | Giulio Ciccone | Samuele Zoccarato | Thomas Gloag   | UAE Team Emirates |
| 5.ª etapa               | etapa de media montaña  | Rui Alberto Costa  | Rui Alberto Costa     | Giulio Ciccone | Samuele Zoccarato | Thomas Gloag   | UAE Team Emirates |
| Clasificaciones finales | Clasificaciones finales |                    | Rui Alberto Costa     | Giulio Ciccone | Samuele Zoccarato | Thomas Gloag   | UAE Team Emirates |

## Ciclistas participantes y posiciones finales
Convenciones:
- AB-N: Abandono en la etapa "N"
- FLT-N: Retiro por llegada fuera del límite de tiempo en la etapa "N"
- NTS-N: No tomó la salida para la etapa "N"
- DES-N: Descalificado o expulsado en la etapa "N"

## UCI World Ranking
La Vuelta a Comunidad Valenciana otorgó puntos para el UCI World Ranking para corredores de los equipos en las categorías UCI WorldTeam, UCI ProTeam y Continental. Las siguientes tablas son el baremo de puntuación y los diez corredores que obtuvieron más puntos:
| Posición              | 1.º | 2.º | 3.º | 4.º | 5.º | 6.º | 7.º | 8.º | 9.º | 10.º | 11.º | 12.º | 13.º | 14.º | 15.º | 16.º-30.º | 31.º-40.º |
| Clasificación general | 200 | 150 | 125 | 100 | 85  | 70  | 60  | 50  | 40  | 35   | 30   | 25   | 20   | 15   | 10   | 5         | 3         |
| Por etapa             | 20  | 15  | 10  | 5   | 3   |     |     |     |     |      |      |      |      |      |      |           |           |
| Líder                 | 5   |     |     |     |     |     |     |     |     |      |      |      |      |      |      |           |           |

| Clasificación |                    |                          |         |       |       |       |
| Posición      | Ciclista           | Equipo                   | General | Etapa | Líder | Total |
| ------------- | ------------------ | ------------------------ | ------- | ----- | ----- | ----- |
| 1.º           | Rui Costa          | Intermarché-Circus-Wanty | 200     | 23    | -     | 223   |
| 2.º           | Giulio Ciccone     | Trek-Segafredo           | 150     | 33    | 15    | 198   |
| 3.º           | Tao Geoghegan Hart | INEOS Grenadiers         | 125     | 20    | -     | 145   |
| 4.º           | Pello Bilbao       | Bahrain Victorious       | 100     | 15    | -     | 115   |
| 5.º           | Aleksandr Vlasov   | Bora-Hansgrohe           | 85      | 15    | -     | 100   |
| 6.º           | Thomas Gloag       | Jumbo-Visma              | 70      | 15    | -     | 85    |
| 7.º           | Mikel Landa        | Bahrain Victorious       | 60      | 8     | -     | 68    |
| 8.º           | Brandon McNulty    | UAE Emirates             | 50      | -     | -     | 50    |
| 9.º           | Alex Aranburu      | Movistar                 | 40      | 8     | -     | 48    |
| 10.º          | Carlos Rodríguez   | INEOS Grenadiers         | 35      | -     | -     | 35    |